# ديدي (لاعب كرة قدم مواليد 1982)
ديدي (بالبرتغالية: Cleidimar Magalhães Silva‏) هو لاعب كرة قدم برازيلي، ولد في 10 سبتمبر 1982 في إيتابيرا في البرازيل. لعب مع سي إف آر كلوج ونادي أوتسيلول غالاتسي ونادي باسوش دي فيريرا ونادي تارغو موريش ونادي جوفنتودي ونادي ليتشويس.

## وصلات خارجية
- ديدي على موقع قاعدة بيانات كرة القدم.إي يو (الإنجليزية)
- ديدي على موقع Soccerway.com (الإنجليزية)
- ديدي على موقع عالم كرة القدم.نت (الإنجليزية)